# Dominikus Saku

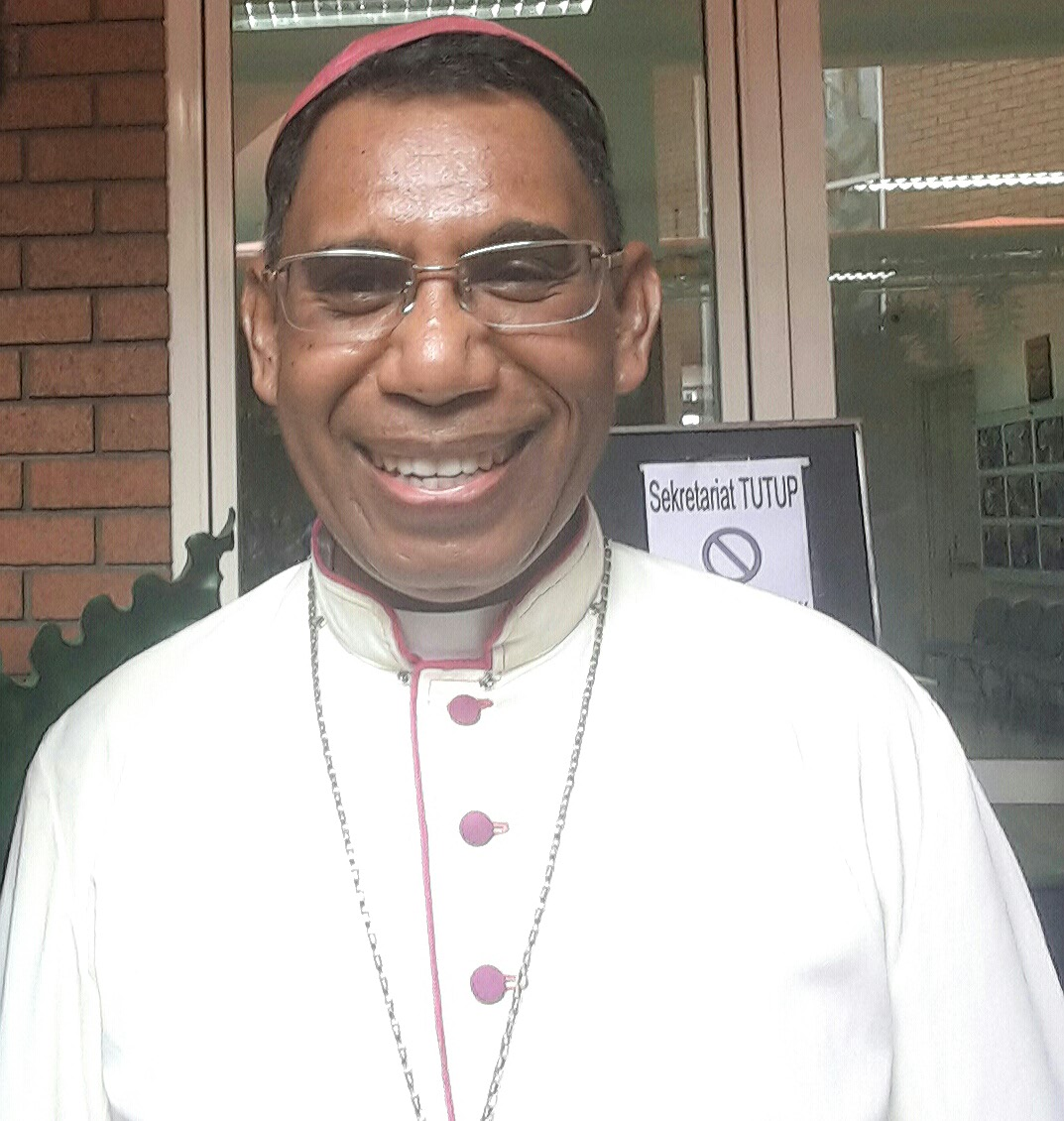
Dominikus Saku, 2017

Dominikus Saku (* 3. April 1960 in Taikas, Tunbaba) ist Bischof von Atambua. 

## Leben
Dominikus Saku empfing am 29. September 1992 die Priesterweihe. Papst Benedikt XVI. ernannte ihn am 2. Juni 2007 zum Bischof von Atambua.
Die Bischofsweihe spendete ihm der Altbischof von Atambua, Anton Pain Ratu SVD, am 18. Dezember desselben Jahres; Mitkonsekratoren waren Girulfus Kherubim Pareira SVD, Bischof von Weetebula, und Peter Turang, Erzbischof von Kupang.